# Обернойкірхен
Обернойкірхен (нім. Oberneukirchen) — громада в Німеччині, розташована в землі Баварія. Підпорядковується адміністративному округу Верхня Баварія. Входить до складу району Мюльдорф. Складова частина об'єднання громад Поллінг.
Площа — 19,59 км2. Населення становить 859 ос. (станом на 31 грудня 2020).